# Flabelloontelus ermitagei
Flabelloontelus ermitagei is een keversoort uit de familie soldaatjes (Cantharidae). De wetenschappelijke naam van de soort werd in 1911 gepubliceerd door Maurice Pic.